# Демографија Исланда
Исланд је држава која се налази на сјеверу Европе. Због климе и географског положаја Исланд је веома мало насељен. На њему претежно живе Исланђани. Они воде поријекло од Викинга и Келта који су се на те просторе доселили тек у 9. веку и 10. веку. До тада је Исланд важио за једно од највећих ненасељених острва. Најраширенија религија на Исланду је протестантизам. У Исланду живи око 308.910 становника. Главни град Исланда је Рејкјавик и има око 180.000 становника. 

Подаци о процјени становништва:
- Мушкарци:154.431
- Жене:154.479
- Површина:103.000 km²
- Густина насељености:3,00 становника на km²
- Стопа раста становништва:0,65%

## Демографија[2]

### Националност
Подаци о националности:
- Исланђани 290.375 (94%)
- остали 18.535 (6%)

Исланђани припадају германској групи народа, а настали су мјешањем Викинга и Келта.

### Вјероисповјест
У Исланду главна религија је хришћанство (највише лутеранска црква у Исланду и остале хришћанске религије).
Подаци о религији:
- Лутеранска црква у Исланду 249.291 (80,7%)
- Римокатоличанство 7.723 (2,5%)
- Рејкјавикска слободна црква 7.414 (2,4%)
- Хафнарфјороурска слободна црква 4.943 (1,6%)
- остале религије 11.121 (3,6%)
- без религије, непознати и неизјашњени 28.420 (9,2%)

### Матерњи језик
Главни језици на Исланду су:
- Исландски језик
- Енглески језик
- Нордијски језик
- остали германски језици

## Старосна структура
| Године   | <14    | 15-24  | 25-54   | 55-64  | 65>    | укупно  |
| -------- | ------ | ------ | ------- | ------ | ------ | ------- |
| Мушкарци | 31.660 | 23.116 | 65.218  | 18.644 | 19.754 | 158.392 |
| Жене     | 30.720 | 22.742 | 64.102  | 18.225 | 23.170 | 158.959 |
| Укупно   | 62.380 | 45.858 | 129.320 | 36.869 | 42.924 | 317.351 |

## Средња старост
| Пол      | Године |
| -------- | ------ |
| Мушкарци | 35,9   |
| Жене     | 36,9   |
| Укупно   | 36,4   |

Просјечна старост мајке на првом порођају је 27 година.

## Стопа раста становништва
Стопа раста становништва:0.65%

## Стопа миграције, наталитета и морталитета
| Стопа миграције   | на 1.000 становника | 0,52  |
| Стопа наталитета  | на 1.000 становника | 13,09 |
| Стопа морталитета | на 1.000 становника | 7,13  |

## Урбанизација
| Градско становништво | 93,7% становништва у градовима |
| Стопа урбанизације   | 1,27% стопа годишње промјене   |

## Стопа умрле одојчади
| Мушкарци | на 1.000 живорођених | 3,3  |
| Жене     | на 1.000 живорођених | 3    |
| Укупно   | на 1.000 живорођених | 3,15 |

## Очекивани животни вјек
| Пол      | Године |
| -------- | ------ |
| Мушкарци | 78,98  |
| Жене     | 83,54  |
| Укупно   | 81,22  |

## Стопа фертилитета
Стопа фертилитета:1,88 живорођене дјеце/мајка

## Писменост
Са 15 и више година, сви становници Исланда могу писати и читати.
| Мушкарци | 99% |
| Жене     | 99% |
| Укупно   | 99% |

## Просјек трајања школовања
| Мушкарци | 18 година |
| Жене     | 20 година |
| Укупно   | 19 година |

## Стопа смртонсти мајке при порођају
Стопа смртности мајке при порођају:5 мртвих/100.000 живорођених